# Anil Nedumangad
Anil Nedumangad, conocido también como P. Anil (Nedumangad, Kerala, 30 de mayo de 1972-Presa de Malankara, 25 de diciembre de 2020) fue un actor de cine indio.

## Biografía
Anil nació en Nedumangad, Trivandrum, Kerala, hijo de C. Peethambharan Nair, un profesor jubilado. Tenía un hermano mayor, Anand, médico ayurvédico. Estudió en Mancha School, MG College (BA Malayalam) y en la  Escuela de Drama de Thrissur. Comenzó su carrera como presentador y productor de televisión Kairali TV, Asianet, JaiHind, Reporter TV y Kairali News.

## Carrera artística
Debutó como actor de reparto en la película Thaskaraveeran del año 2005. Su revelación se da en 2014 en la película Njan Steve Lopez, dirigida por Rajeev Ravi. Otros filmes en los cuales se destacó fueron Ayyappanum Koshiyum, Kammatipaadam, Kismath, Paavada y Porinju Mariam Jose.

## Fallecimiento
El 25 de diciembre de 2020, durante una pausa de filmación de la película Peace, mientras tomaba un baño con un grupo de amigos en la presa de Malankara, Anil perece ahogado. Tenía cuarenta y ocho años.

## Filmografía
| Año  | Película                         | Personaje            | Lengua  |
| ---- | -------------------------------- | -------------------- | ------- |
| 2021 | Peace                            |                      | Malabar |
| 2020 | Paapam Cheyyathavar Kalleriyatte | Rajan                | Malabar |
| 2020 | Ayyappanum Koshiyum              | C.I. Satheesh Nair   | Malabar |
| 2019 | Thelivu                          | Philip               | Malabar |
| 2019 | Porinju Mariyam Jose             | Kurian               | Malabar |
| 2019 | Neermathalam Poothakaalam        |                      | Malabar |
| 2019 | Oru Nakshathramulla Aakasham     |                      | Malabar |
| 2019 | Jannadhipan                      | Monichan             | Malabar |
| 2018 | Barbaridad                       | Sudhi                | Malabar |
| 2018 | Aabhaasam                        |                      | Malabar |
| 2018 | Parole                           | Vijayan              | Malabar |
| 2018 | Swathanthryam Ardharathriyil     | James                | Malabar |
| 2018 | Kalyanam                         |                      | Malabar |
| 2018 | Aami                             | VM Nair              | Malabar |
| 2017 | Ayaal Sassi                      | Mansoor              | Malabar |
| 2017 | Samarpanam                       | Aravindan            | Malabar |
| 2016 | Mundrothuruth: Munroe Isla       | Padre                | Malabar |
| 2016 | Kismath                          | Mohanan              | Malabar |
| 2016 | Kammatti Paadam                  | Surendran            | Malabar |
| 2016 | Paavada                          | Drunkard Storyteller | Malabar |
| 2014 | Njan Steve Lopez                 | Freddy Kochachan     | Malabar |